# مزون تتا
مزون تتا نوعی کوارکونیوم فرضی است که معادل با مزون فای ٬ ذره سای و ذره اپسیلون است .به دلیل طول عمر کم کوارک بالا انتظار یافت شدن این مزون‌ها در طبیعت نمی‌رود.

## نوشتارهای مرتبط
- کوارکونیوم
- فهرست ذرات بنیادی
- فهرست مزون‌ها